# Ambidexter symmetricus
Ambidexter symmetricus är en kräftdjursart som beskrevs av Manning och Fenner A. Chace 1971. Ambidexter symmetricus ingår i släktet Ambidexter och familjen Processidae. Inga underarter finns listade i Catalogue of Life.